# Beta (finanzas)
El coeficiente Beta (β) es un concepto del mundo de las finanzas que mide el riesgo de un título o valor. 

## Definición
El coeficiente Beta (β) es una medida de la volatilidad de un activo (una acción o un valor)  relativa a la variabilidad del  mercado, de modo que valores altos de Beta denotan más volatilidad y Beta 1,0 es equivalencia con el mercado.
La diferencia entre la Beta (β) de una acción o un valor y 1,0 se expresan en porcentaje de volatilidad. Un valor con Beta 1,75 es 75% más volátil que el mercado. Igualmente, un valor con Beta 0,7 sería 30 % menos volátil que el mercado.
Para valores o acciones en concreto, su Coeficiente Beta (β) se calcula usando análisis de regresión contra un índice representativo del valor del mercado, por ejemplo Ibex 35, en la  Bolsa española. Siendo Beta una manera de estimar el riesgo del activo sobre la media de activos; los coeficientes Beta se utilizan para diversificar la composición de una cartera de activos, mezclando convenientemente activos con β distintos.
Beta mide únicamente el riesgo sistemático, es decir aquel riesgo que no es posible eliminar diversificando la cartera en distintos tipos de activos. De tal forma que un inversor que tiene su dinero concentrado en pocos negocios (por ejemplo el socio fundador de una empresa, que ha invertido allí la mayor parte de su riqueza personal) no encontrará al beta como una medida representativa de su riesgo; puesto que el mismo subestimará el riesgo específico.

## Análisis financiero
En la práctica, la elección del índice afecta relativamente poco a las betas de mercado de los distintos activos, ya que los índices ponderados por el valor del mercado tienden a aproximarse entre sí. Por lo general, los investigadores prefieren trabajar con una cartera de mercado ponderada por el valor debido a sus atractivas propiedades de agregación y su estrecha relación con el modelo de valoración de activos de capital (CAPM). En general, los profesionales prefieren trabajar con el S&P 500 por su disponibilidad en el momento oportuno y la posibilidad de cubrirse con futuros sobre índices bursátiles.
En un CAPM idealizado, el riesgo beta es el único tipo de riesgo para el que los inversores deberían recibir una rentabilidad esperada superior al tipo de interés sin riesgo. Cuando se utiliza en el contexto del CAPM, beta se convierte en una medida de la tasa de rentabilidad esperada adecuada. Dado que la tasa de rendimiento global de una empresa es una tasa de rendimiento ponderada de su deuda y sus acciones, la beta de mercado de toda la empresa no humana es una media ponderada de la beta de la deuda de la empresa (a menudo cercana a 0) y su beta de acciones. 
Entender los valores de beta alta requiere algo más que saber definirlos. El coeficiente beta de una acción debe considerarse siempre en el contexto del índice de mercado con el que se compara. Además, el coeficiente beta es una medida retrospectiva y no garantiza resultados futuros.
Las betas, comúnmente citadas en los análisis de fondos de inversión, suelen medir la exposición al índice de referencia específico de un fondo y no al mercado bursátil en su conjunto. Esta beta mediría el riesgo de añadir un fondo concreto a la cartera de un fondo de inversión subyacente, en lugar del riesgo de añadir un fondo a la cartera del mercado.